# Serra de la Llena
La Serra de la Llena és una serra situada als municipis de Vilanova de Prades a la comarca de la Conca de Barberà, de la Pobla de Cérvoles i el Vilosell a les Garrigues, les màximes elevacions les trobem als cims: Punta del Curull (1021 m), Penya Alta (1015 m), Punta del General (924 m), Punta de Viern (904 m), Punta del Moliner (902 m), Punta del Marc (901 m), Punta del Ponç (892 m) i la Punta d'en Llor (891 m).